# Државни универзитет у Тбилисију
Државни универзитет у Тбилисију (груз. ივანე ჯავახიშვილის სახელობის თბილისის სახელმწიფო უნივერსიტეტი) је државни универзитет у Тбилисију. Основан је 8. фебруара 1918. године. Најстарији је универзитет у Грузији и Кавказу.